# Ryno Markgraaff
Ryno Markgraaff, né en 1974 à Bloemfontein, est un nageur sud-africain.

## Carrière
Aux Jeux africains de 1999 à Johannesbourg, Ryno Markgraaff est médaillé d'or du 400 mètres nage libre et du relais 4 x 200 mètres nage libre ainsi que médaillé d'argent du 1 500 mètres nage libre,.
Membre de l'équipe de natation de l'Université d'État de Cleveland de 1996 à 1999 où il poursuit des études de marketing, il est par la suite entraîneur assistant à l'université de l'Arizona puis de l'université d'État de Cleveland en 2000.